# Episodi di Halt and Catch Fire (quarta stagione)
La quarta e ultima stagione della serie televisiva Halt and Catch Fire, composta da 10 episodi, è stata trasmessa in prima visione negli Stati Uniti sul canale AMC dal 19 agosto al 14 ottobre 2017.
In Italia la stagione è stata trasmessa in prima visione su Rai 4, in seconda serata, dal 26 giugno al 24 luglio 2019.
| nº | Titolo originale     | Titolo italiano             | Prima TV USA      | Prima TV Italia |
| -- | -------------------- | --------------------------- | ----------------- | --------------- |
| 1  | So It Goes           | Così vanno le cose          | 19 agosto 2017    | 26 giugno 2019  |
| 2  | Signal to Noise      | Segnale-rumore              | 19 agosto 2017    | 26 giugno 2019  |
| 3  | Miscellaneous        | Concorrenti                 | 26 agosto 2017    | 3 luglio 2019   |
| 4  | Tonya and Nancy      | Tonya e Nancy               | 9 settembre 2017  | 3 luglio 2019   |
| 5  | Nowhere Man          | La persona nell'ombra       | 16 settembre 2017 | 10 luglio 2019  |
| 6  | A Connection is Made | Connessione stabilita       | 23 settembre 2017 | 10 luglio 2019  |
| 7  | Who Needs a Guy?     | Chi ha bisogno di una mano? | 30 settembre 2017 | 17 luglio 2019  |
| 8  | Goodwill             | Goodwill                    | 7 ottobre 2017    | 17 luglio 2019  |
| 9  | Search               | Ricerca                     | 14 ottobre 2017   | 24 luglio 2019  |
| 10 | Ten of Swords        | Dieci di spade              | 14 ottobre 2017   | 24 luglio 2019  |

## Così vanno le cose
- Titolo originale: So It Goes
- Diretto da: Juan José Campanella
- Scritto da: Christopher Cantwell e Christopher C. Rogers

### Trama
Nei tre anni trascorsi dal loro incontro sul World Wide Web, Joe e Gordon hanno fondato CalNect, un nuovo fornitore di servizi Internet, negli ex uffici della Mutiny. Joe esprime la sua frustrazione per l'incapacità di Cameron di completare il loro browser web, Loadstar, dopo che Gordon le ha mostrato Mosaic, un nuovo browser che sta guadagnando popolarità. Durante un focus group sul suo nuovo gioco Pilgrim, Cameron esprime frustrazione perché i tester mostrano disinteresse verso il gioco. Per il suo quarantesimo compleanno, Gordon organizza una sontuosa festa in giardino con un'esibizione del Blue Man Group. Alla festa, Diane dice a Bosworth che CalNect dovrebbe affrontare una forte concorrenza da parte di America Online se si espandesse a ovest. Dopo che Cameron ha dato a Joe la versione finale di Loadstar, le viene una nuova idea, un modo per indicizzare ogni sito web su Internet. Nella sua società di investimenti, la AGGE, Donna riceve i rappresentanti di una startup chiamata Rover, e dà loro dei finanziamenti dopo che questi hanno proposto di utilizzare il loro algoritmo (originariamente progettato per catalogare database medici) per indicizzare i siti web e renderli ricercabili. Cameron dice a Joe che Tom l'ha lasciata e che lei non tornerà in Giappone.
- Ascolti USA: 340 000 telespettatori – rating/share 18-49 anni 0,11%[6]
- Ascolti Italia: 93 000 telespettatori – share 0,60%[1]

## Segnale-rumore
- Titolo originale: Signal to Noise
- Diretto da: Meera Menon
- Scritto da: Mark Lafferty

### Trama
Joe e Cameron si riconciliano nel corso degli eventi, sia professionali che personali, degli ultimi tre anni. Donna crea un incubatore per supportare Rover e nomina come supervisore dell'incubatore la sua assistente Tanya Reese. Gordon scopre che sua figlia minore Haley sta marinando la scuola; mentre la porta nel suo ufficio, CalNect sta affrontando una crisi sulla larghezza di banda a causa della loro nuova tariffa mensile fissa come risposta alla minaccia di espansione di AOL. Gordon quindi incarica Haley di indicizzare la ricerca di Joe, che lei usa per creare una web directory chiamata "La Cometa di Haley". All'AGGE, Donna si lamenta con Diane del fatto che un nuovo socio senior, Trip Kisker, è stato assunto nell'azienda. Atari informa Cameron che hanno deciso di accantonare Pilgrim a tempo indeterminato. Man mano che le chiamate al servizio clienti aumentano alla CalNect, Gordon dice ai suoi dipendenti di contattare MCI, il loro fornitore di dorsali, per aumentare la capacità di larghezza di banda; tuttavia, si rende conto che MCI sta avviando il proprio ISP quando rifiuta la richiesta di Gordon. Bosworth rivela a Gordon che un cattivo investimento immobiliare aveva spazzato via i suoi risparmi. Nell'ormai ribattezzata AGGEK, su insistenza degli altri soci per un consulente esterno, Donna affida a Bosworth la gestione della Rover, con grande disappunto di Tanya.
- Ascolti USA: 340 000 telespettatori – rating/share 18-49 anni 0,11%[6]
- Ascolti Italia: 60 000 telespettatori – share 0,61%[1]

## Concorrenti
- Titolo originale: Miscellaneous
- Diretto da: Jeff Freilich
- Scritto da: Zack Whedon

### Trama
Di fronte alla crescente pressione sia di AOL che di MCI, Gordon decide di vendere CalNect. Joe vede il lavoro di Haley e vuole acquistare "La Cometa di Haley" per svilupparla ulteriormente; tuttavia, Haley si rifiuta di vendere, insistendo sul fatto che vuole lavorarci da sola. Joe e Gordon discutono sul lasciare che Haley sviluppi il sito web, che Joe rinomina semplicemente "Cometa", con Gordon che nota l'abitudine di Joe nello spingere le persone oltre i propri limiti. Gordon permette ad Haley di continuare a lavorare su Cometa, a condizione che se ne vada nel momento in cui non si divertirà più con il progetto. Atari scopre che Pilgrim è trapelato all'Electronic Gaming Monthly, che ha dato al gioco una recensione severa, e Cameron rivendica la responsabilità della fuga di notizie. Nella nuova AGGEK, Donna è scontenta dei progressi di Rover. Diane rimprovera Donna per la sua ostilità nei confronti di Trip e per essere stata troppo dura nei confronti della squadra Rover; Donna invita la squadra Rover a casa sua per una cena nella speranza di allentare le tensioni. Trip successivamente informa gli altri soci della competizione tra Cometa e Rover; mentre cena con Gordon, Donna scopre che lui e Haley sono in competizione contro di lei.
- Ascolti USA: 270 000 telespettatori – rating/share 18-49 anni 0,10%[6]
- Ascolti Italia: 166 000 telespettatori – share 1,19%[2]

## Tonya e Nancy
- Titolo originale: Tonya and Nancy
- Diretto da: Stacie Passon
- Scritto da: Alison Tatlock

### Trama
Negli uffici di Cometa, Joe e Gordon recensiscono Rover ed entrambi concordano sul fatto che il sito web sia scadente. Cameron dice a Joe che Cometa ha bisogno di un algoritmo più sofisticato per indicizzare i siti Web, poiché il World Wide Web continua a crescere e potrebbe finire per raggiungere milioni di siti Web. All'AGGEK, Tanya e Bosworth discutono con Donna sul lancio di Rover, avvenuto troppo presto in risposta a Cometa. Per assistere nell'indicizzazione, Joe e Gordon assumono la dottoressa Katie Herman come capo ontologo di Cometa. Il team Rover richiede finanziamenti di serie A per competere meglio con Cometa, ma Donna è titubante. Dopo aver rifiutato un'offerta di acquisizione al ribasso da parte di AOL, Joe e Gordon si incontrano con una società di investimenti per espandere Cometa; tuttavia, alla fine decidono di non richiedere finanziamenti alla società. Cameron acquista un appezzamento di terreno e un rimorchio Airstream usato; dopo che Cameron ha problemi con l'impianto idraulico della roulotte, Bosworth viene ad aiutarla a ripararlo. Bosworth rivela a Cameron il suo debito personale e i suoi problemi alla Rover, e Cameron lo aiuta con l'algoritmo della Rover. Donna alla fine concede un finanziamento di serie A alla Rover; tuttavia, diventa sospettosa riguardo all'origine del loro nuovo algoritmo di indicizzazione.
- Ascolti USA: 344 000 telespettatori – rating/share 18-49 anni 0,13%[6]
- Ascolti Italia: 99 000 telespettatori – share 1,20%[2]

## La persona nell'ombra
- Titolo originale: Nowhere Man
- Diretto da: So Yong Kim
- Scritto da: Angelina Burnett

### Trama
Donna interroga Cecil, il capo programmatore della Rover, sul nuovo algoritmo di ricerca. Gordon e Katie iniziano una relazione. Intanto, negli uffici di Cometa, Joe è preoccupato per i nuovi finanziamenti ricevuti dalla Rover. Donna congela ulteriori assunzioni per ingegneri alla Rover finché Cecil non potrà fornire le specifiche per l'algoritmo ai fini del copyright. Tom arriva inaspettatamente alla roulotte di Cameron per darle i documenti per il divorzio, e i due giungono alla fine del loro matrimonio fallito. Bosworth cerca di ottenere il codice sorgente dell'algoritmo da Cameron, ma lei si rifiuta di aiutarlo ulteriormente, poiché ciò la metterebbe in conflitto con Joe. Mentre stanno cenando, Donna interroga Bosworth sull'algoritmo e gli provoca involontariamente un attacco di cuore. Quando Cameron arriva in ospedale per controllare le condizioni di Bosworth, Donna si rende conto di aver scritto lei l'algoritmo e dice a Cameron di restare fuori dalla sua vita. Cameron in seguito confessa a Joe di aver aiutato Bosworth. Gordon rivela a Donna che Bosworth ha un debito di 300.000 dollari, motivo per cui si era rivolto a Cameron per chiederle aiuto.
- Ascolti USA: 313 000 telespettatori – rating/share 18-49 anni 0,09%[6]
- Ascolti Italia: 117 000 telespettatori – share 0,85%[3]

## Connessione stabilita
- Titolo originale: A Connection Is Made
- Diretto da: Michael Morris
- Scritto da: Julia Cho

### Trama
Donna licenzia Cecil dalla Rover in modo da poter chiedere a un programmatore esterno di decodificare l'algoritmo di Cameron. Mentre Gordon, Joe, Cameron e Katie festeggiano il compleanno di Haley, Cameron dice a Gordon che vuole abbandonare la tecnologia. Haley successivamente invia a Cameron un collegamento a un sito fan dedicato al suo lavoro e questo rinnova la sua fiducia. Cameron successivamente incontra Alexa Vonn, che offre assistenza finanziaria a Cameron per un nuovo progetto. Dopo che Gordon scopre che Haley sta fallendo in due lezioni, insiste affinché lei si prenda una pausa dal lavoro su Cometa per concentrarsi sui suoi compiti scolastici; tuttavia, lei rifiuta. Joe crede che Haley non sia come gli altri adolescenti e insiste nel dire che ha bisogno di Cometa, ma Gordon non è d'accordo con lui. Bosworth ammette finalmente a Diane il suo cattivo investimento immobiliare e che Cameron lo ha aiutato con l'algoritmo di ricerca di Rover. Diane quindi ordina a Donna di acquistare a titolo definitivo il codice sorgente di Cameron e di cedere il controllo della Rover a Trip. Cameron accetta di cedere l'algoritmo a Rover, ma rifiuta un compenso. Cameron sente che Donna è allo sbando, ma Donna se ne va prima che Cameron possa capirne il motivo.
- Ascolti USA: 354 000 telespettatori – rating/share 18-49 anni 0,11%[6]
- Ascolti Italia: 74 000 telespettatori – share 0,98%[3]

## Chi ha bisogno di una mano?
- Titolo originale: Who Needs a Guy
- Diretto da: Tricia Brock
- Scritto da: Lisa Albert

### Trama
Cameron inizia a lavorare su un nuovo gioco per Alexa Vonn, il che preclude qualsiasi momento di qualità con Joe. Bosworth e Diane si sposano al municipio di Palo Alto. In una conversazione con Gordon, Donna gli dice che Rover sta superando Cometa in termini di traffico web; tuttavia, ritiene che la fidelizzazione degli utenti sia la chiave del successo a lungo termine dei rispettivi siti Web. Gordon decide di utilizzare i commenti di Donna come base per migliorare Cometa trasformandola in un portale web. Diane rivela a Donna i suoi piani per andare in pensione come socio amministratore presso AGGEK. Gordon ammette a Joe che aveva ragione su Haley, e Gordon le permette di tornare a lavorare alla Cometa. Nonostante abbia accettato di aiutare Gordon a riprogettare Cometa, Joe affronta Donna, accusandola di aver tentato di sabotare Cometa; tuttavia, i due alla fine giungono a un'intesa sulle reciproche lotte professionali. Mentre Gordon si prepara per un appuntamento con Katie, ha allucinazioni del passato. Quando Donna chiama Gordon, Katie risponde al telefono e dice a Donna che Gordon è morto. Più tardi, Joe e Cameron affrontano l'incertezza sul futuro di Cometa.
- Ascolti USA: 322 000 telespettatori – rating/share 18-49 anni 0,11%[6]
- Ascolti Italia: 103 000 telespettatori – share 0,67%[4]

## Goodwill
- Titolo originale: Goodwill
- Diretto da: Christopher Cantwell
- Scritto da: Zack Whedon

### Trama
Donna, Joanie e Haley vanno a casa di Gordon per fare le valigie, e Joe e Cameron si presentano più tardi per aiutarli. Mentre ripulisce la stanza di Joanie, Donna scopre una pila di domande di iscrizione al college non inviate e chiede una spiegazione, ma Joanie si rifiuta di parlarne. Cameron si offre di parlare con Joanie, ma questa si confida solo in parte con lei. Haley chiede a Donna del maglione verde di Gordon, e Joe le dice che ha lasciato tutti i vestiti di Gordon a Goodwill; il gruppo tenta di recuperare il maglione, ma non ci riesce. Katie rivela a tutti che si dimetterà da Cometa e lascerà San Francisco per trasferirsi a Seattle. Donna e Cameron cercano di riconciliarsi dopo gli eventi dell'ultimo decennio che li hanno separati. Joanie confessa ad Haley il motivo per cui non vuole andare al college, e Haley confessa a Joanie che teme di essere lesbica. Bosworth viene a cucinare il chili per il gruppo e mentre mangiano ricordano Gordon.
- Ascolti USA: 327 000 telespettatori – rating/share 18-49 anni 0,08%[6]
- Ascolti Italia: 66 000 telespettatori – share 0,73%[4]

## Ricerca
- Titolo originale: Search
- Diretto da: Daisy von Scherler Mayer
- Scritto da: Mark Lafferty

### Trama
Nella startup Cometa, diversi mesi dopo la morte del suo socio in affari Gordon Clark, Joe MacMillan si prepara al rilancio del loro sito web come portale web, per il quale la sua ragazza Cameron Howe ha guidato lo sviluppo del software. Joe proietta uno spot televisivo programmato per i dipendenti dell'azienda che accompagnerà il rilancio e si emoziona quando vede le riprese di Gordon. Più tardi, Joe presenta a Cameron un cabinato arcade Centipede, ma ha un'altra richiesta da parte sua: ottimizzare le prestazioni di Cometa prima che il browser web Netscape Navigator venga rilasciato nella speranza di diventare il motore di ricerca predefinito di Netscape. Cameron accetta con riluttanza di restare più a lungo per aiutare.
In partenza per Bangkok, Joanie Clark saluta sua madre Donna e sua sorella Haley all'aeroporto. Diane Gould si ferma a casa di Donna per dirle che deve decidere se succedere o meno a Diane come socio amministratore della AGGEK. Donna rimane incerta su cosa fare. Dopo aver ricevuto un certificato di buona salute, John Bosworth dice a sua moglie Diane che è pronto a viaggiare insieme per il mondo.
Donna e Haley cenano con Joe e Cameron. Donna esprime interesse ad essere maggiormente coinvolta nel lato creativo dei progetti. Dopo che Joe ha mostrato ad Haley la pubblicità, lei si scaglia contro di lui per aver incluso filmati del suo defunto padre e per aver tratto profitto dalla sua idea; Joe decide di non mandare in onda lo spot pubblicitario. Haley trova il coraggio di chiedere un appuntamento a una cameriera di fast food, ma viene rifiutata. Donna decide di accettare la posizione di socio amministratore.
Mentre Joe e Cameron esaminano una versione beta di Netscape Navigator che la sua finanziatrice Alexa Vonn aveva inviato loro, scoprono che un collegamento ipertestuale a Yahoo!, un nuovo portale web, è ben visibile sulla barra degli strumenti del browser. Joe si rende conto che Yahoo! ha raggiunto un accordo per diventare il provider di ricerca predefinito di Netscape e che il progetto Cometa è destinato a fallire. Dopo un'ultima notte insieme, Joe e Cameron si lasciano. Quando Donna viene annunciata come nuovo socio amministratore di AGGEK, Trip Kisker III la informa che l'ascesa di Yahoo! significherà la fine di Cometa e che AGGEK esplorerà la possibilità di vendere l'algoritmo di ricerca di Rover in modo che possa tornare al suo scopo originale: indicizzare le cartelle cliniche. Donna ride incredula mentre ripete il nome Yahoo!. Cameron decide di accompagnare Alexa in un viaggio all'estero per una conferenza sulla tecnologia.
- Ascolti USA: 394 000 telespettatori – rating/share 18-49 anni 0,12%[6]
- Ascolti Italia: 68 000 telespettatori – share 0,74%[5]

## Dieci di spade
- Titolo originale: Ten of Swords
- Diretto da: Karyn Kusama
- Scritto da: Christopher Cantwell e Christopher C. Rogers

### Trama
Joanie chiama Donna da Bangkok e racconta a sua madre una storia dei suoi viaggi. Rendendosi conto che Cometa non può competere con Yahoo!, Joe vende l'azienda. Fa visita a una lettrice di tarocchi, Denise, sperando di capire cosa riserva il futuro. Mentre se ne va, viene quasi investito da un'auto prima di incontrare un ex collega dell'IBM, Dale Butler, che dice a Joe che è entusiasta di vedere cosa farà dopo. Donna rinomina AGGEK e rinnova la cultura del lavoro dei suoi dipendenti per renderla più rilassata e inclusiva. 
Dopo un viaggio d'affari infruttuoso, Cameron conclude il suo rapporto professionale con Alexa. Progettando di viaggiare attraverso la California, Cameron prepara la sua roulotte Airstream; Bosworth le fa visita per darle parole di incoraggiamento. Poi lei si ferma a casa di Joe per ridargli le sue cose, ma scopre che si è già trasferito. Salutando, Cameron si ferma a casa di Donna, dove Donna si sta preparando a ospitare un cocktail party per le donne del settore tecnologico. Quando il disco rigido del computer di Haley si blocca, Cameron resta e cerca di aiutare Donna a recuperare un progetto scolastico. Cameron propone che lei e Donna lavorino di nuovo insieme, cosa che coglie Donna di sorpresa. 
Più tardi quella sera alla festa, Donna tiene un discorso in cui riflette sulle sue esperienze come donna nel settore tecnologico, durante il quale si riferisce a Cameron come "il mio ultimo e migliore partner". Il discorso culmina con Cameron che cade accidentalmente in piscina. Le due successivamente fanno visita all'ex ufficio di Mutiny e Cometa immaginando come sarebbe lavorare di nuovo insieme in un'ipotetica società chiamata "Phoenix"; immaginando la storia dell'impresa, le due concludono che alla fine sarebbe fallita, ma che la loro amicizia questa volta sarebbe durata. Haley ascolta i nastri di Gordon nella propria camera da letto. La mattina seguente, Cameron fa colazione con Donna in una tavola calda, prima di partire per il suo viaggio attraverso il Paese. Mentre paga il conto, Donna ha un'illuminazione; correndo fuori dalla tavola calda, dice a Cameron: "Ho un'idea". 
Joe torna a casa ad Armonk, New York, per diventare insegnante di materie umanistiche in una scuola. Rivolgendosi ai suoi studenti con le stesse parole che ha rivolto alla classe universitaria di Cameron nel primo episodio della serie, dice: "Vorrei iniziare facendo una domanda".
- Guest star: Carol Kane (Denise), David Wilson Barnes (Dale Butler).
- Ascolti USA: 394 000 telespettatori – rating/share 18-49 anni 0,12%[6]
- Ascolti Italia: 44 000 telespettatori – share 0,84%[5]